# News Corporation
News Corporation, også kaldet News Corp, var et multinationalt mediekonglomerat og holdingselskab med base i New York, USA. Øverste leder var Rupert Murdoch, der også havde dominerende indflydelse i bestyrelsen via sin andel af stemmeberettigede aktier.
Selskabet blev stiftet i Australien 1980. 
Omsætningen androg (2005) 23,859 mia. USD. Hertil kommer selskaber, hvor News Corporation ejede et mindretal af aktierne, bl.a. BSkyB (tidligere Sky TV).
Selskabet blev i 2013 opdelt i to selvstændige selskaber: News Corp, der overtog forlags- og avisaktiviteterne, og 21st Century Fox, der overtog bl.a. tv-selskaberne, herunder bl.a. Fox Entertainment Group, der er ejer af 20th Century Fox og Fox Broadcasting Company.

## Udvalgte selskaber

### Bogforlag
- HarperCollins

### Aviser
- The Australian (Australien)
- The Sunday Tasmanian (Australien)
- Fiji Times (Fiji)
- Papua New Guinea Post-Courier (Papua New Guinea)
- The Sun (UK)
- News of the World (UK)
- The Sunday Times (UK)
- The Times (UK)
- New York Post (USA)
- Wall Street Journal (USA)

### Finans- og børsinformation
- Dow Jones & Company

### Magasiner
- TV Guide (USA)
- The Weekly Standard (USA)

### Musik
- MySpace Records
- Sky Radio

### Film og TV
- 20th Century Fox
- Fox Television Studios
- Fox Broadcasting Company
- ITV
- Fox Televizija (Serbien)
- BSkyB (UK)
- Sky News
- Sky Italia (Italien)
- FOX TURK

### Internet
- MySpace
- Rotten Tomatoes